# Comisión Engel

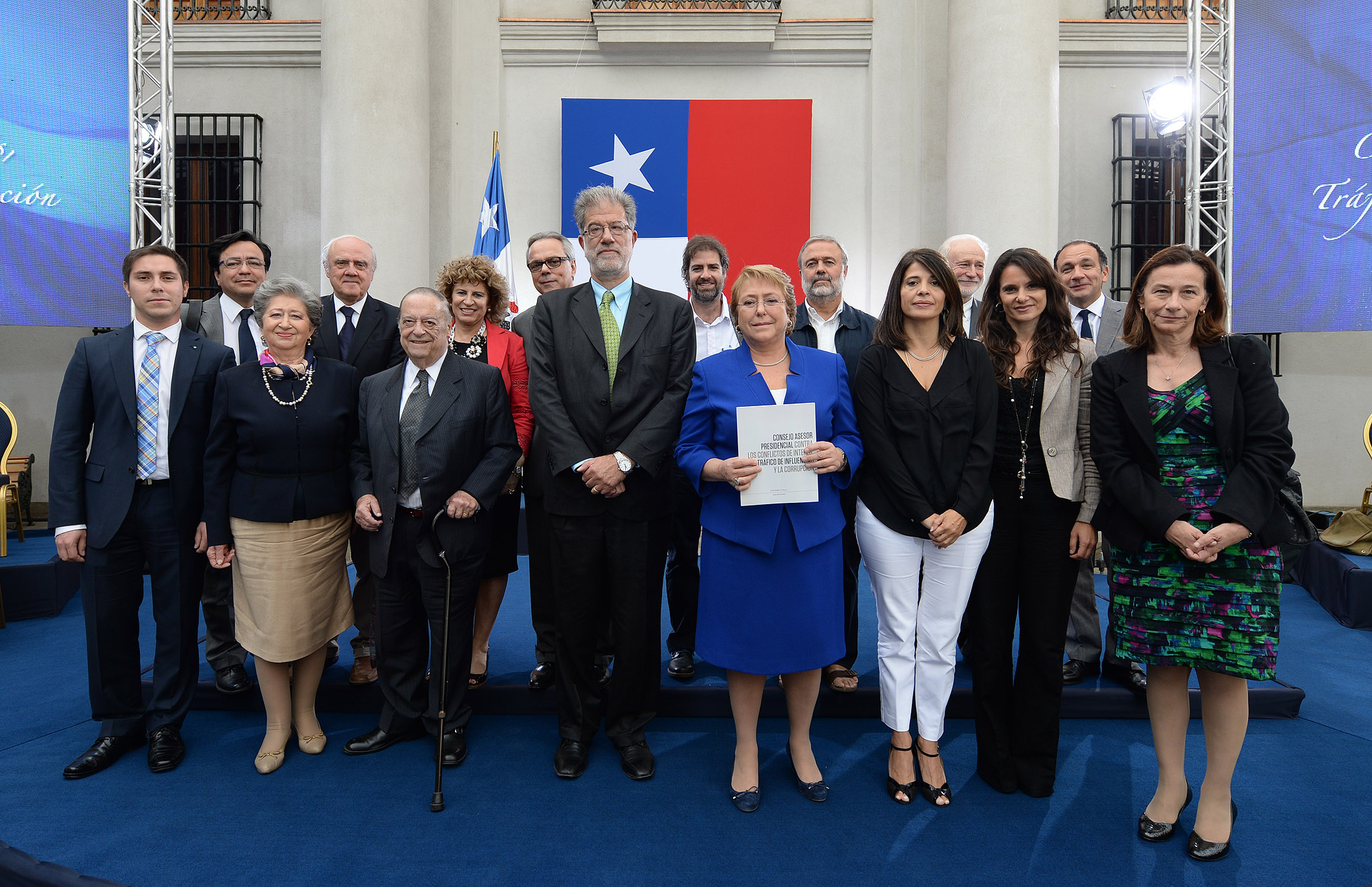
Michelle Bachelet junto a los miembros del Consejo Asesor Presidencial.

El Consejo Asesor Presidencial contra los conflictos de interés, el tráfico de influencias y la corrupción, más conocido como «Comisión Engel», fue un órgano asesor establecido en 2015 por la entonces presidenta de la República, Michelle Bachelet para diseñar y proponer un marco institucional que regule los negocios y las actividades políticas.

## Historia
La creación de la comisión fue anunciada el 23 de febrero de 2015 por la entonces presidenta de la República, Michelle Bachelet, y sus miembros fueron presentados el 10 de marzo, quedando presidida por el economista Eduardo Engel.
La comisión presentó a la presidenta su informe final de 217 páginas, el 24 de abril de 2015, con 234 propuestas que buscan reforzar la probidad y la transparencia en el sector público y privado. El 29 de abril, la entonces presidenta, Michelle Bachelet, comunicó en cadena nacional parte de las medidas del informe que se materializarán en proyectos de ley.

## Miembros
- Eduardo Engel
- Benito Baranda
- Álvaro Castañón
- Rosanna Costa
- Vittorio Corbo
- Alfredo Etcheberry
- Olga Feliú
- Claudio Fuentes
- José Andrés Murillo
- Andrea Repetto
- Manuel Riesco Larraín
- Marcela Ríos
- Lucas Sierra
- Agustín Squella
- Paulina Veloso
- Daniel Zovatto